# Sternotomis mirabilis
Espèce
Synonymes
- Cerambyx mirabilis Drury, 1773
- Lamia pulchra Fabricius, 1775
(nec C. pulchra Drury)
- Lamia targavei Westwood, 1845

Sternotomis mirabilis est une espèce de coléoptères d'Afrique appartenant à la famille des Cerambycidae (longicornes). Il a été décrit pour la première fois en 1773 par Dru Drury à partir d'un spécimen de Sierra Leone.

## Description
Ce longicorne possède de belles couleurs, vert brillant et noir. Sa tête est verte, avec la partie supérieure des mâchoires verte et leurs extrémités noires, avec quatre palpes verts. Les antennes noires possèdent dix articulations, l'articulation basale étant la plus épaisse. Son prothorax vert, entouré de stries noires, se termine par une pointe obtuse sur les côtés. Le scutellum est très petit, noir et triangulaire. Ses élytres sont noirs, joliment striés et tachetés de vert : les stries traversent la partie antérieure, les taches sont près des extrémités. Son abdomen est vert, avec des anneaux noirs. Ses pattes sont vertes et striées de noir. Leurs tarses sont vert en haut et brun en dessous. Le corps mesure un peu moins de 22 mm.